# Liste der Kulturgüter in Gambarogno
Die Liste der Kulturgüter in Gambarogno enthält alle Objekte in der Gemeinde Gambarogno im Kanton Tessin, die gemäss der Haager Konvention zum Schutz von Kulturgut bei bewaffneten Konflikten, dem Bundesgesetz vom 20. Juni 2014 über den Schutz der Kulturgüter bei bewaffneten Konflikten sowie der Verordnung vom 29. Oktober 2014 über den Schutz der Kulturgüter bei bewaffneten Konflikten unter Schutz stehen.
Objekte der Kategorien A und B sind vollständig in der Liste enthalten, Objekte der Kategorie C fehlen zurzeit (Stand: 1. Januar 2023).

## Kulturgüter
| Foto |                                                                           | Objekt                                                                                         | Kat. | Typ | Standort                                       | Beschreibung |
| ---- | ------------------------------------------------------------------------- | ---------------------------------------------------------------------------------------------- | ---- | --- | ---------------------------------------------- | ------------ |
| ja   | Datei hochladen · Wikidata zu Kirche San Carlo und Pfarrhaus (Q3669741)   | Kirche San Carlo und Pfarrhaus / Chiesa di San Carlo e casa parrochiale KGS-Nr.: 05562         | A    | G   | Magadino, Via Orgnana 7 709584 / 111667        |              |
| ja   | Datei hochladen · Wikidata zu Villa Ghisler (Q29527215)                   | Villa Ghisler KGS-Nr.: 09125                                                                   | A    | G   | Magadino, Vicolo Tamaro 7 709541 / 111732      |              |
| BW   | Datei hochladen · Wikidata zu Oratorium San Bernardino (Q29884245)        | Oratorium San Bernardino / Oratorio di San Bernardino KGS-Nr.: 05465                           | B    | G   | Gerra, Sentiero delle Cappelle 704449 / 108928 |              |
| ja   | Datei hochladen · Wikidata zu Pfarrkirche Santi Pietro e Paolo (Q3668381) | Pfarrkirche Santi Pietro e Paolo / Chiesa parrocchiale dei Santi Pietro e Paolo KGS-Nr.: 05769 | B    | G   | Vira, la Via di Cavédan 708361 / 111298        |              |
| BW   | Datei hochladen · Wikidata zu Oratorium Madonna degli Angeli (Q29884244)  | Oratorium Madonna degli Angeli / Oratorio della Madonna degli Angeli KGS-Nr.: 05770            | B    | G   | Vira, Sentée da Scesàna 1 708355 / 110642      |              |